# Yasutaka Yanagi
Yasutaka Yanagi (jap. 柳 育崇, Yanagi Yasutaka; * 22. Juni 1994 in der Präfektur Chiba) ist ein japanischer Fußballspieler.

## Karriere
Yasutaka Yanagi erlernte das Fußballspielen in der Jugendmannschaft der Kashima Antlers, der Schulmannschaft der Yachiyo High School sowie in der Universitätsmannschaft der Senshū-Universität. Seinen ersten Vertrag unterschrieb er 2017 bei Albirex Niigata (Singapur), einem Ableger der japanischen Mannschaft Albirex Niigata. Der Verein spielte in der höchsten Liga von Singapur, der S. League. 2017 gewann er mit Albirex die Meisterschaft und den Singapore Cup. Für den Club bestritt er 22 Erstligaspiele. 2018 wechselte er nach Japan zum Hauptverein, dem Zweitligisten Albirex Niigata aus Niigata. Die Saison 2020 wurde er vom Ligakonkurrenten Tochigi SC aus Utsunomiya ausgeliehen. Für Tochigi absolvierte er 35 Ligaspiele. Nach der Ausleihe wurde er von Tochigi am 1. Februar 2021 fest unter Vertrag genommen. 2021 bestritt er 42 Zweitligaspiele. Im Januar 2022 unterschrieb er einen Vertrag beim ebenfalls in der zweiten Liga spielenden Fagiano Okayama. Am Ende der Saison 2024 belegte er mit Okayama den fünften Tabellenplatz und qualifizierte sich somit zu den Aufstiegsspielen zur ersten Liga. Hier konnte man sich im Finale gegen Vegalta Sendai durchsetzen und stieg somit in die erste Liga auf.

## Erfolge
Albirex Niigata (Singapur)
- Singapurischer Meister: 2017

- Singapore Cup-Sieger: 2017